# Neville Cecília yorki hercegné
Neville Cecília yorki hercegné (Raby Kastély, 1415. május 3. – 1495. május 31.) IV. Eduárd és III. Richárd angol királyok anyja.

## Élete
1415. május 3-án született, az angliai Durham megye Raby Kastélyában. Édesapja Ralph Neville (Westmorland 1. grófja), édesanyja pedig Ralph második felesége, Beaufort Johanna hercegnő volt. Apai nagyszülei John Neville (Neville de Raby bárója) és első felesége, Maud Percy bárónő voltak, anyai nagyszülei pedig Genti János lancasteri herceg (III. Eduárd angol király fia) és harmadik hitvese, Katherine Swynford angol nemeshölgy voltak. 
Kilenc éves korában Cecíliát eljegyezték a nála 4 évvel idősebb Richard Plantagenet-tel, York 3. hercegével. Az esküvőre 1429 októberében került sor. Frigyük 31 évig tartott, s 15 közös gyermekük született, 8 fiú és 7 leány.
Cecília 1460-ban megözvegyült, amikor férje mint VI. Henrik angol király ellenlábasa, elesett a wakefield-i ütközetben december 30-án, a York-és a Lancaster család közti trónviszály során. Az a nap kettős tragédia volt a hercegnének, mivel Edmund nevű fia úgyszintén akkor halt meg a csatában. Ezért is volt hatalmas csapás Cecília számára, amikor fia, IV. Eduárd pont egy, a Lancaster-házból való asszonyt, Elizabeth Woodville-t vette nőül. Az viszont nagy örömmel és megelégedéssel töltötte el, hogy kedvenc fia, György Isabelle Neville-t vezette oltár elé, ugyanis a lány Cecília szeretett unokaöccsének, Richard Neville-nek (Warwick 16. grófja) volt a gyermeke. A frigy során György szép kis hozománnyal gazdagodott, ugyanis feleségének nem voltak fivérei, így Isabelle mint elsőszülött gyermek megörökölte apja címeit és birtokait, ami a házassággal Györgyé lett. Cecília másik kedvenc gyermeke a lánya, Margit volt, aki nő létére igen művelt, erős akaratú, politikailag megfontolt, ravasz asszony volt.
Állítólag, amikor Cecília igen hűvösen, cinikusan fogadta a királyi udvarban újdonsült menyét, Erzsébet királynét, akinek felrótta azt, hogy idősebb, mint IV. Eduárd és nem királyi származású, akkor a királyné édesanyja, Jacquetta Woodville igen kellemetlen helyzetbe hozta a hercegnét. Ugyanis ő felhozott egy régebbi pletykát, hogy a hercegné megcsalta férjét egy egyszerű íjásszal, s abból a viszonyból fogant Eduárd, így hát neki nem is lenne joga a trónhoz, mivel nem egy York. Állítólag Cecília azzal fenyegette Eduárdot a megbotránkoztató házasság megkötése miatt, hogy beismeri, ez a feltételezés igaz, s inkább kedvenc fiát, Györgyöt ülteti Anglia trónjára, aki még becsvágyóbb és ambiciózusabb volt, mint fivére, a király. Warwick grófja, aki 1461-ben a trónra segítette Eduárdot, gyűlölte Erzsébet királynét és annak egész rokonságát, mivel a „Királycsináló” azt szerette volna, ha a király egy francia hercegnőt vesz nőül, mivel szép kis összeggel vesztegette meg a francia uralkodó a grófot, hogy segítsen nyélbe ütni a frigyet. 1470-ben aztán Warwick szövetkezett vejével, Györggyel, hogy letaszítsák Eduárdot a trónról, mivel azt akarta, hogy lányából, Izabellából királyné legyen.
Izabella épp akkor volt várandós első gyermekével, s reménykedtek, hogy fia fog születni, ugyanis Eduárdnak és Erzsébetnek akkor még csupán három leánya volt, fiuk azonban nem. A ,, Királycsináló " foglyul ejtette a királyt, s csak úgy lett volna hajlandó szabadon engedni, ha megígéri, hogy nem fog ezután kivételezni felesége rokonaival, a Woodville családdal, akik rengeteg birtokot és címeket kaptak az uralkodótól, s a királyné testvéreit Anglia legelőkelőbb családjaiba házasították ki. Végül Warwick szabadon engedte a királyt, aki akkor még megbocsátott neki, habár a királyné követelte kivégzését, mivel a gróf lefejeztette Erzsébet apját és fivérét, Jánost. Állítólag a királyné és édesanyja boszorkányok voltak, akik átkot szórtak emiatt Warwickra és Györgyre. Később végül mindkettőt utolérte végzete: a gróf a barnet-i ütközetben esett el 1471-ben, amikor másodjára is megpróbálta megfosztani hatalmától IV. Eduárdot, Györgyöt pedig az uralkodó 1478-ban végeztette ki, felségárulás vádjával, aminek sajnos volt is alapja. Ezt a tettét Cecília sose bocsátotta meg a királynak. Franciaországi száműzetése során Warwick politikai okokból 1470-ben kisebbik lányát, Annát hozzáadta VI. Henrik angol király egyetlen fiához, Eduárd wales-i herceghez, s szövetkezett Anjou Margit királynéval IV. Eduárd megbuktatására, melynek záloga gyermekeik házassága volt. 1471. május 4-én a wales-i herceg elesett a tewkesbury-i csatában. Gyermekük nem született. Özvegye, Anna, és anyósa, Margit IV. Eduárd foglyai lettek, VI. Henriket pedig álmában megfojtották. Anna gyámja György lett, őt bízta meg a király az özvegy tetemes vagyonának kezelésével, míg újra férjhez nem megy.
Anna végül 1472-ben hozzáment Richárd gloucester-i herceghez, IV. Eduárd kisebbik öccséhez. 1468-ban, Cecília nagy megelégedésére Margit nevű leánya Burgundia hercegnéje lett Merész Károly harmadik feleségeként. Szintén örvendetes volt számára, amikor fia, Richárd nőül vette a Királycsináló kisebbik leányát, Annát, ugyanis Cecília mindig is nagyon kedvelte Anna édesapját, Warwick-ot, aki az unokaöccse volt. Amikor 1483-ban IV. Eduárd meghalt, Cecília Richárd nevű fiát támogatta a trónért folytatott harcban, szemben unokájával, a jogos trónörökössel, V. Eduárddal. Az intrikák során azt a meggyőződését hozta fel indokként, miszerint IV. Eduárd nem is élt törvényes házasságban Woodville Erzsébettel, mivel a férfi korábban már eljegyezte Eleanor Butler-t, így tehát Erzsébet és a király gyermekei törvénytelennek számítanak, a legközelebbi férfi rokon pedig az utódlási sorban Gloucester hercege volt. (Valójában a kivégzett György clarence-i herceg fia, Edward volt a soron következő trónörökös, ám őt figyelmen kívül hagyták, mivel csupán 8 éves volt 1483-ban.) Cecília mindenképpen szerette volna megakadályozni, hogy az özvegy királyné vagy a királyné bátyja, Anthony legyen a régens V. Eduárd nagykorúságáig. Terve szerint Richárd herceg lett a régens a gyermekkirály mellett, ám előbb elűzték az udvarból Erzsébetet és gyermekeit, Anthony-t pedig letartóztatták és kivégezték.
Elvileg Richárd azért akart találkozni V. Eduárddal, hogy megbeszéljék a koronázás részleteit, azonban tőrbe csalta a gyermeket, s bebörtönözte. Utána elérte azt is az özvegy királynénál, hogy kisebbik fiát, Richárdot is adja át neki, mert elmondása szerint a királynak nagyon hiányzik a testvére. Nem sokkal ezután a két kisfiú rejtélyes körülmények között eltűnt a Towerban, valószínű, hogy nagybátyjuk ölette meg őket. Richárd gloucesteri herceg előtt így már minden akadály eltűnt, hogy elfoglalhassa a trónt III. Richárd néven. Remélte, hogy egy nap majd fia, Eduárd foglalja el a trónt, ám a fiú 1484-ben, betegség következtében elhunyt. A király egy év múlva megözvegyült, de törvényes gyermeke már nem volt, s állítólag számításba vette, hogy nőül veszi unokahúgát, Erzsébet hercegnőt, így mégsem halna ki IV. Eduárd vérvonala.
Azonban addigra már az özvegy királyné tárgyalásokat kezdett Margaret Beauforttal, hogy az asszony fia, Tudor Henrik és Erzsébet hercegnő összeházasodjanak. 1485. augusztus 22-én Bosworth Field-nél összecsapott egymással a külföldi száműzetésből hazatérő trónkövetelő, Tudor Henrik richmond-i gróf serege a király seregével. III. Richárd elesett a csatatéren, ahol azon nyomban meg is koronázták az új uralkodót, VII. Henrik néven. 1486 januárjában Cecília unokája, Yorki Erzsébet hercegnő hozzáment az új uralkodóhoz, az özvegy hercegné pedig Burgundiába költözött, lányához, Margit hercegnéhez. 1495. május 31-én hunyt el, a berkhamsted-i kastélyban, Angliában. Férje és fia, Eduárd mellé temették, a Szűz Mária és összes szentje templomba, Fotheringhay-ben.

## Apai féltestvérei
Cecília féltestvérei apja előző házasságából:
- János (1387 körül-1420. május 20. előtt), ő Elizabeth Holland kenti grófnőt vette nőül, aki négy gyermeket szült neki, három fiút (Ralph, János és Tamás), és egy leányt (Margit).
- Ralph (?-1458. február 25.), aki mostohahúgát, Mary Ferrers bárónőt (apja második feleségének előző házasságából származó leánya) vette el. Gyermekeik is születtek.
- Matild (?-1438 októbere), ő Peter de Mauley-hoz, Mauley 5. bárójához ment hozzá.
- Alíz (?-?), ő először Sir Thomas Grey hitvese lett, akit 1415. augusztus 2-án lefejeztek. Második férje Sir Gilbert Lancaster lett.
- Filippa (1386-1453), aki Thomas Dacre (Dacre 6. bárója) felesége lett, akinek hét fiút (Tamás, Randolph, Humphrey, Ralph, Richárd, György és János) és két leányt (Johanna és Margit) szült.
- Erzsébet, ő zárdába vonult.
- Anna (1384 körül-?), ő Sir Gilbert Umfraville neje volt, ám gyermekük nem született.
- Margit (?-1463), aki először Richard Scrope (Scrope 3. bárója) hitvese volt, ám gyermekük nem született, második férje pedig egy angol nemes, William Cressener lett.

## Anyai féltestvérei
Cecília féltestvérei anyja előző házasságából:
- Elizabeth (1393-1434), ő John de Greystoke (Greystoke 4. bárója) hitvese lett, s 12 gyermekük jött világra.
- Mary (1394-1457. január 25.), aki mostohabátyja, Sir Ralph Neville neje lett, s gyermekük is született.

## Édestestvérei
Cecília édestestvérei:
- Johanna (1398 körül-1453), zárdába vonult.
- Eleonóra (1399 körül-14729, ő először Richard le Despenser (Burghersh 4. bárója) hitvese lett, akinek tíz örököst adott, hét fiút (János, Henrik, Tamás, György, Ralph, Richárd és Vilmos) és három lányt (Katalin, Anna és Johanna). Utána Henry Percy (Northumberland 2. grófja) neje lett, akitől már nem születtek gyermekei.
- Katalin (1400 körül - 1483 körül), ő négyszer volt férjnél, első hitvese John de Mowbray Norfolk 2. hercege lett, akinek egy fiút szült, Jánost. Második férje Thomas Strangeways lett, akitől két leánya született, Johanna és Katalin. Harmadik hitvese John Beaumont (Beaumont vikomtja) lett, tőle nem született gyermeke. Utolsó férje John Woodville (Woodville Erzsébet angol királyné öccse) volt, aki 45 évvel volt fiatalabb az asszonynál. Nem született gyermekük.
- Richárd (1401 körül-1460. december 31.), aki Alice Montagu grófnőt vette el. Tíz örökösük jött világra, Johanna, Cecília, Richárd, Alíz, János, György, Eleonóra, Katalin, Tamás és Margit.
- Henrik (1400 körül-?)
- Tamás (1401 körül-?)
- Cuthbert (1402 körül-?)
- Róbert (1404-1457. július 8.), Salisbury és Durham püspöke
- Vilmos (1405 körül-1463. január 9.), ő lett Kent 1. grófja, s Fauconberg-i Johannát, Fauconberg 6. bárónőjét vette el, akitől egy fia (Anthony) és három lánya (Alíz, Erzsébet és Johanna) született. Született még egy törvénytelen fia, Tamás is.
- György (1407 körül-1469. december 30.), Latimer 1. bárója, aki Elizabeth Beauchamp grófnőt vette el. Négy gyermekük született, Henrik, Tamás, Johanna és Katalin.
- Anne (1414-1480), aki először Humphrey Stafford (Buckingham 1. hercege) neje lett, akitől 10 gyermeke született, 6 fiú (Humphrey, Henrik, Eduárd, György, Vilmos és János) és 4 leány (Katalin, Johanna, Margit és Anna). Második hitvese Walter Blount (Mountjoy 1. bárója) volt, de közös gyermekük már nem született.
- John (1411 körül-?)
- Eduárd (1413-1476. október 18.), Bergavenny 3. bárója, aki kétszer nősült, első neje Elizabeth Beauchamp grófnő lett, akitől két fia és két lánya született, Richárd, György, Alíz és Katalin. Második felesége Katherine Howard volt, aki három leányt szült neki, Catherine-t, Margitot és Annát.

## Gyermekei
- Johanna (1438-?),még kisgyermekként meghalt, nyilván valamilyen gyermekbetegség következtében
- Anna (1439. augusztus 10. - 1476. január 14.), ő előbb Henry Hollandhoz, Exeter 3. hercegéhez ment hozzá, akitől egy leánya született, Anna. Második hitvese Thomas St. Leger lett. Egy leányuk jött világra, aki fiatalon elhunyt féltestvére után az Anna keresztnevet kapta.
- Henrik (1441. február 10. - 1441. február 10.), ő csak pár órát élt
- Eduárd (1442. április 28. - 1483. április 9.), York 4. hercege, aki 1461-től 1470-ig, aztán 1471-től haláláig Anglia királya volt, IV. Eduárd néven. 1464-ben nőül vette az özvegy, kétgyermekes, nála öt évvel idősebb Elizabeth Woodville angol nemeshölgyet. 10 közös utóduk született, 7 leány (Erzsébet, Anna, Mária, Margit, Cecília, Katalin és Brigitta) és 3 fiú (Eduárd, Richárd és György). IV. Eduárdnak rajtuk kívül még volt öt törvénytelen gyermeke is, Elizabeth Waite-től Erzsébet és Artúr, ismeretlen anyáktól pedig Grácia, Mária és Izabella.
- Edmund (1443. május 17. - 1460. december 30.), Rutland earlje, aki a wakefield-i csatában esett el.
- Erzsébet (1444. április 22 - 1503 január), ő John de la Pole (Suffolk 2. hercege) felesége lett, akinek 11 örököst szült, Jánost, Gotfridot, Eduárdot, Erzsébetet, Edmundot, Dorottyát, Humphreyt, Annát, Katalint, Vilmost és Richárdot.
- Margit (1446. április 3 - 1503. november 23.), ő Merész Károly burgundi herceg harmadik hitvese lett, de gyermekük nem született.
- Vilmos (1447. július 7-?), ő is sajnos még csecsemőként meghalt.
- János (1448. november 7 - ?), ő szintén még kisgyermekként elhunyt.
- György (1449. október 21 - 1478. február 18.), Clarence 1. hercege, aki Isabelle Neville grófnőt vette el. Négy gyermekük született, Anna, Margit, Eduárd és Richárd. Anna halvaszületett, Richárd pedig csak 3 hónapot élt.
- Tamás (1450-?), ugyancsak kisgyermekként halt meg.
- Richárd (1452. október 2 - 1485. augusztus 22.), Gloucester hercege, később III. Richárd néven Anglia királya, aki Anne Neville grófnőt vette el. Frigyükből egy fiú származott, Eduárd, ám ő 1484-ben, 10 évesen meghalt. Két törvénytelen gyermeke is volt még, Katalin és János.
- Eleonóra (1454 körül-?), ő Henry Percy hitvese lett.
- Orsolya (1455. július 22-?), ő szintén csak pár évet élt.
- Izabella (?-1484)